# Provincia Bouira
Provincia Bouira (în arabă ولاية ) este o unitate administrativă de gradul I (wilaya) a Algeriei. Reședința sa este orașul Bouira.